# Prins Mauritsmedaille
De Prins Mauritsmedaille is een op 6 juli 1935 door de Koninklijke Nederlandse Vereniging 'Ons Leger' ingestelde particuliere onderscheiding voor verdienste, vernoemd naar Maurits van Oranje. 
Deze onderscheiding wordt toegekend aan personen of organisaties, zowel binnen als buiten de krijgsmacht, die zich verdienstelijk hebben gemaakt voor de Nederlandse krijgsmacht.
Aanvankelijk werd de medaille als draagmedaille aan militairen en als legpenning aan burgers uitgereikt voor bijzondere bijdragen aan de Koninklijke Landmacht of voor buitengewone inzet bij het vergroten van kennis van de Nederlandse krijgshistorie. Sinds 1984 wordt de onderscheiding uitsluitend nog als draagmedaille uitgereikt, waarbij de legpenning is komen te vervallen.
De medaille is van zilver, met een diameter van 35 millimeter, en toont het borstbeeld van Prins Maurits op de voorzijde. Het bijbehorende lint is oranje, met brede banen Nassausblauw en wit aan weerszijden, waarbij de blauwe banen aan de buitenzijde zitten.
De Prins Mauritsmedaille is een zeldzame en prestigieuze onderscheiding. Enkele ontvangers zijn Gerard Peijnenburg (1984), generaal Peter van Uhm (2012), het Korps Nationale Reserve (2016), Omroep Max (2018), en de Vereniging Dragers Militaire Dapperheidsonderscheidingen (2020).